# Manchester United F.C. mùa bóng 1952–53
Mùa giải 1952-53 là mùa giải lần thứ 51 của Manchester United ở The Football League và mùa giải thứ 8 liên tiếp của đội bóng ở giải hạng nhất của bóng đá Anh.
Đội bóng được xây dựng từ các cầu thủ trẻ thay thế các cầu thủ kỳ cựu vô địch FA Cup năm 1948 như cầu thủ Hậu vệ trung tâm Duncan Edwards sinh ra tại Dudley, cầu thủ chạy cánh David Pegg sinh ra tại Doncaster. Cùng góp mặt trong đội hình chỉ mới 21 tuổi, trung phong cắm Tommy Taylor được mua từ Barnsley bằng một mức giá kỷ lục với 29 999 £ trong tháng 4 năm 1953, một tháng trước khi Edwards đã ra mắt.

## FA Charity Shield
| Thời gian           | Đối thủ          | H/A | Tỷ số Bt-Bb | Cầu thủ ghi bàn           | Số lượng khán giả |
| ------------------- | ---------------- | --- | ----------- | ------------------------- | ----------------- |
| 24 tháng 9 năm 1952 | Newcastle United | H   | 4 – 2       | Rowley (2), Byrne, Downie | 11,381            |

## First Division
| Thời gian            | Đối thủ                 | H/A | Tỷ số Bt-Bb | Cầu thủ ghi bàn                | Số lượng khán giả | League Vị trí |
| -------------------- | ----------------------- | --- | ----------- | ------------------------------ | ----------------- | ------------- |
| 23 tháng 8 năm 1952  | Chelsea                 | H   | 2 – 0       | Berry, Downie                  | 43,629            | 3rd           |
| 27 tháng 8 năm 1952  | Arsenal                 | A   | 2-8         | Rowley                         | 58,831            | 8th           |
| 30 tháng 8 năm 1952  | Manchester City         | A   | 1 – 2       | Downie                         | 56,140            | 14th          |
| 3 tháng 9 năm 1952   | Arsenal                 | H   | 0 – 0       |                                | 39,193            | 13th          |
| 6 tháng 9 năm 1952   | Portsmouth              | A   | 0 – 2       |                                | 37,278            | 19th          |
| 10 tháng 9 năm 1952  | Derby County            | A   | 3 – 2       | Pearson (3)                    | 20,226            | 13th          |
| 13 tháng 9 năm 1952  | Bolton Wanderers        | H   | 1 – 0       | Berry                          | 40,531            | 11th          |
| 20 tháng 9 năm 1952  | Aston Villa             | A   | 3 – 3       | Rowley (2), Downie             | 43,490            | 12th          |
| 27 tháng 9 năm 1952  | Sunderland              | H   | 0 – 1       |                                | 28,967            | 15th          |
| 4 tháng 10 năm 1952  | Wolverhampton Wanderers | A   | 2 – 6       | Rowley (2)                     | 40,132            | 17th          |
| 11 tháng 10 năm 1952 | Stoke City              | H   | 0 – 2       |                                | 28,968            | 21st          |
| 18 tháng 10 năm 1952 | Preston North End       | A   | 5 – 0       | Aston (2), Pearson (2), Rowley | 33,502            | 17th          |
| 25 tháng 10 năm 1952 | Burnley                 | H   | 1 – 3       | Aston                          | 36,913            | 19th          |
| 1 tháng 11 năm 1952  | Tottenham Hotspur       | A   | 2 – 1       | Berry (2)                      | 44,300            | 18th          |
| 8 tháng 11 năm 1952  | Sheffield Wednesday     | H   | 1 – 1       | Pearson                        | 48,571            | 19th          |
| 15 tháng 11 năm 1952 | Cardiff City            | A   | 2 – 1       | Aston, Pearson                 | 40,096            | 15th          |
| 22 tháng 11 năm 1952 | Newcastle United        | H   | 2 – 2       | Aston, Pearson                 | 33,528            | 15th          |
| 29 tháng 11 năm 1952 | West Bromwich Albion    | A   | 1 – 3       | Lewis                          | 23,499            | 16th          |
| 6 tháng 12 năm 1952  | Middlesbrough           | H   | 3 – 2       | Pearson (2), Aston             | 27,617            | 15th          |
| 13 tháng 12 năm 1952 | Liverpool               | A   | 2 – 1       | Aston, Pearson                 | 34,450            | 11th          |
| 20 tháng 12 năm 1952 | Chelsea                 | A   | 3 – 2       | Doherty (2), Aston             | 23,261            | 8th           |
| 25 tháng 12 năm 1952 | Blackpool               | A   | 0 – 0       |                                | 27,778            | 9th           |
| 26 tháng 12 năm 1952 | Blackpool               | H   | 2 – 1       | Carey, Lewis                   | 48,077            | 8th           |
| 1 tháng 1 năm 1953   | Derby County            | H   | 1 – 0       | Lewis                          | 34,813            | 8th           |
| 3 tháng 1 năm 1953   | Manchester City         | H   | 1 – 1       | Pearson                        | 47,883            | 7th           |
| 17 tháng 1 năm 1953  | Portsmouth              | H   | 1 – 0       | Lewis                          | 32,341            | 6th           |
| 24 tháng 1 năm 1953  | Bolton Wanderers        | A   | 1 – 2       | Lewis                          | 43,638            | 7th           |
| 7 tháng 2 năm 1953   | Aston Villa             | H   | 3 – 1       | Rowley (2), Lewis              | 34,339            | 7th           |
| 18 tháng 2 năm 1953  | Sunderland              | A   | 2 – 2       | Lewis, Pegg                    | 24,263            | 7th           |
| 21 tháng 2 năm 1953  | Wolverhampton Wanderers | H   | 0 – 3       |                                | 38,269            | 8th           |
| 28 tháng 2 năm 1953  | Stoke City              | A   | 1 – 3       | Berry                          | 30,219            | 9th           |
| 7 tháng 3 năm 1953   | Preston North End       | H   | 5 – 2       | Pegg (2), Taylor (2), Rowley   | 52,590            | 9th           |
| 14 tháng 3 năm 1953  | Burnley                 | A   | 1 – 2       | Byrne                          | 45,682            | 9th           |
| 25 tháng 3 năm 1953  | Tottenham Hotspur       | H   | 3 – 2       | Pearson (2), Pegg              | 18,384            | 8th           |
| 28 tháng 3 năm 1953  | Sheffield Wednesday     | A   | 0 – 0       |                                | 36,509            | 8th           |
| 3 tháng 4 năm 1953   | Charlton Athletic       | A   | 2 – 2       | Berry, Taylor                  | 41,814            | 8th           |
| 4 tháng 4 năm 1953   | Cardiff City            | H   | 1 – 4       | Byrne                          | 37,163            | 8th           |
| 6 tháng 4 năm 1953   | Charlton Athletic       | H   | 3 – 2       | Taylor (2), Rowley             | 30,105            | 8th           |
| 11 tháng 4 năm 1953  | Newcastle United        | A   | 2 – 1       | Taylor (2)                     | 38,970            | 8th           |
| 18 tháng 4 năm 1953  | West Bromwich Albion    | H   | 2 – 2       | Pearson, Viollet               | 31,380            | 8th           |
| 20 tháng 4 năm 1953  | Liverpool               | H   | 3 – 1       | Berry, Pearson, Rowley         | 20,869            | 7th           |
| 25 tháng 4 năm 1953  | Middlesbrough           | A   | 0 – 5       |                                | 34,344            | 8th           |

| # | Câu lạc bộ        | Tr | T  | H  | B  | Bt | Bb | Hs  | Điểm |
| - | ----------------- | -- | -- | -- | -- | -- | -- | --- | ---- |
| 7 | Blackpool         | 42 | 19 | 9  | 14 | 71 | 70 | +1  | 47   |
| 8 | Manchester United | 42 | 18 | 10 | 14 | 69 | 72 | -3  | 46   |
| 9 | Sunderland        | 42 | 15 | 13 | 14 | 68 | 82 | -14 | 43   |

## FA Cup
| Thời gian           | Vòng đấu       | Đối thủ            | H/A | Tỷ số Bt-Bb | Cầu thủ ghi bàn                   | Số lượng khán giả |
| ------------------- | -------------- | ------------------ | --- | ----------- | --------------------------------- | ----------------- |
| 10 tháng 1 năm 1953 | Vòng 3         | Millwall           | A   | 1 – 0       | Pearson                           | 35,652            |
| 31 tháng 1 năm 1953 | Vòng 4         | Walthamstow Avenue | H   | 1 – 1       | Lewis                             | 34,748            |
| 5 tháng 2 năm 1953  | Vòng 4 Đấu lại | Walthamstow Avenue | A   | 5 – 2       | Rowley (2), Byrne, Lewis, Pearson | 49,119            |
| 14 tháng 2 năm 1953 | Vòng 5         | Everton            | A   | 1 – 2       | Rowley                            | 77,920            |

## Thống kê mùa giải
| GK | Gary Bailey       | 5     | 0  | 0    | 0 | 0    | 0 | 5     | 0  |
| GK | Chris Turner      | 23    | 0  | 2    | 0 | 4    | 0 | 29    | 0  |
| GK | Gary Walsh        | 14    | 0  | 0    | 0 | 0    | 0 | 14    | 0  |
| DF | Arthur Albiston   | 19(3) | 0  | 0    | 0 | 4    | 0 | 23(3) | 0  |
| DF | Clayton Blackmore | 10(2) | 1  | 1    | 0 | 0    | 0 | 11(2) | 1  |
| DF | Mike Duxbury      | 32    | 1  | 2    | 0 | 3    | 0 | 37    | 1  |
| DF | Billy Garton      | 9     | 0  | 2    | 0 | 0    | 0 | 11    | 0  |
| DF | Colin Gibson      | 24    | 1  | 1    | 0 | 1    | 0 | 26    | 1  |
| DF | Graeme Hogg       | 11    | 0  | 0    | 0 | 2    | 0 | 13    | 0  |
| DF | Paul McGrath      | 34(1) | 2  | 0(1) | 0 | 4    | 0 | 38(2) | 2  |
| DF | Kevin Moran       | 32(1) | 0  | 2    | 0 | 2(1) | 0 | 36(2) | 0  |
| DF | John Sivebæk      | 27(1) | 1  | 2    | 0 | 1    | 0 | 30(1) | 1  |
| MF | Peter Barnes      | 7     | 0  | 0    | 0 | 2    | 1 | 9     | 1  |
| MF | Tony Gill         | 1     | 0  | 0    | 0 | 0    | 0 | 1     | 0  |
| MF | Remi Moses        | 17(1) | 0  | 0    | 0 | 4    | 2 | 21(1) | 2  |
| MF | Liam O'Brien      | 9(2)  | 0  | 0    | 0 | 0    | 0 | 9(2)  | 0  |
| MF | Jesper Olsen      | 22(6) | 3  | 2    | 0 | 1(1) | 0 | 25(7) | 3  |
| MF | Bryan Robson      | 29(1) | 7  | 0    | 0 | 3    | 0 | 32(1) | 7  |
| MF | Gordon Strachan   | 33(1) | 4  | 2    | 0 | 2    | 0 | 37(1) | 4  |
| FW | Peter Davenport   | 34(5) | 14 | 1(1) | 0 | 4    | 2 | 39(6) | 16 |
| FW | Terry Gibson      | 12(4) | 1  | 1(1) | 0 | 0(2) | 0 | 13(7) | 1  |
| FW | Frank Stapleton   | 25(9) | 7  | 2    | 0 | 4    | 2 | 31(9) | 9  |
| FW | Norman Whiteside  | 31    | 8  | 2    | 1 | 3(1) | 1 | 36(1) | 10 |
| FW | Nicky Wood        | 2     | 0  | 0    | 0 | 0(1) | 0 | 2(1)  | 0  |